# Jakub Otruba
Jakub Otruba (* 30. ledna 1998) je český profesionální silniční cyklista jezdící za UCI Continental tým ATT Investments.

## Hlavní výsledky
2015
Národní šampionát
 vítěz časovky juniorů
2. místo silniční závod juniorů
2016
Národní šampionát
 vítěz silničního závodu juniorů
2. místo časovka juniorů
Mistrovství Evropy
8. místo časovka juniorů
2017
7. místo Puchar Uzdrowisk Karpackich
8. místo Kerékpárveseny
2018
Národní šampionát
 vítěz silničního závodu do 23 let
 vítěz časovky do 23 let
3. místo silniční závod
Mistrovství Evropy
4. místo časovka do 23 let
2019
Národní šampionát
 vítěz časovky do 23 let
Czech Cycling Tour
7. místo celkově
 vítěz soutěže mladých jezdců
Evropské hry
8. místo časovka
Mistrovství Evropy
8. místo časovka do 23 let
10. místo Memorial Andrzeja Trochanowskiego
2020
Národní šampionát
 vítěz časovky do 23 let
Czech Cycling Tour
6. místo celkově
 vítěz soutěže mladých jezdců
Mistrovství Evropy
9. místo časovka do 23 let
Okolo Slovenska
9. místo celkově
2021
Alpes Isère Tour
3. místo celkově
Národní šampionát
4. místo časovka
Circuit des Ardennes
5. místo celkově
5. místo GP Czech Republic
Tour of Malopolska
7. místo celkově
Oberösterreich Rundfahrt
10. místo celkově
2022
Turul României
3. místo celkově
vítěz 4. etapy
Národní šampionát
3. místo časovka
Tour of Malopolska
3. místo celkově
Okolo Slovenska
5. místo celkově
Alpes Isère Tour
10. místo celkově
2023
Národní šampionát
 vítěz časovky
South Aegean Tour
 celkový vítěz
Sibiu Cycling Tour
3. místo celkově
Czech Tour
3. místo celkově
International Tour of Rhodes
4. místo celkově
International Tour of Hellas
5. místo celkově
Oberösterreich Rundfahrt
9. místo celkově
9. místo GP Poland
Okolo Slovenska
10. místo celkově
CRO Race
10. místo celkově